# Plamannsche Erziehungsanstalt

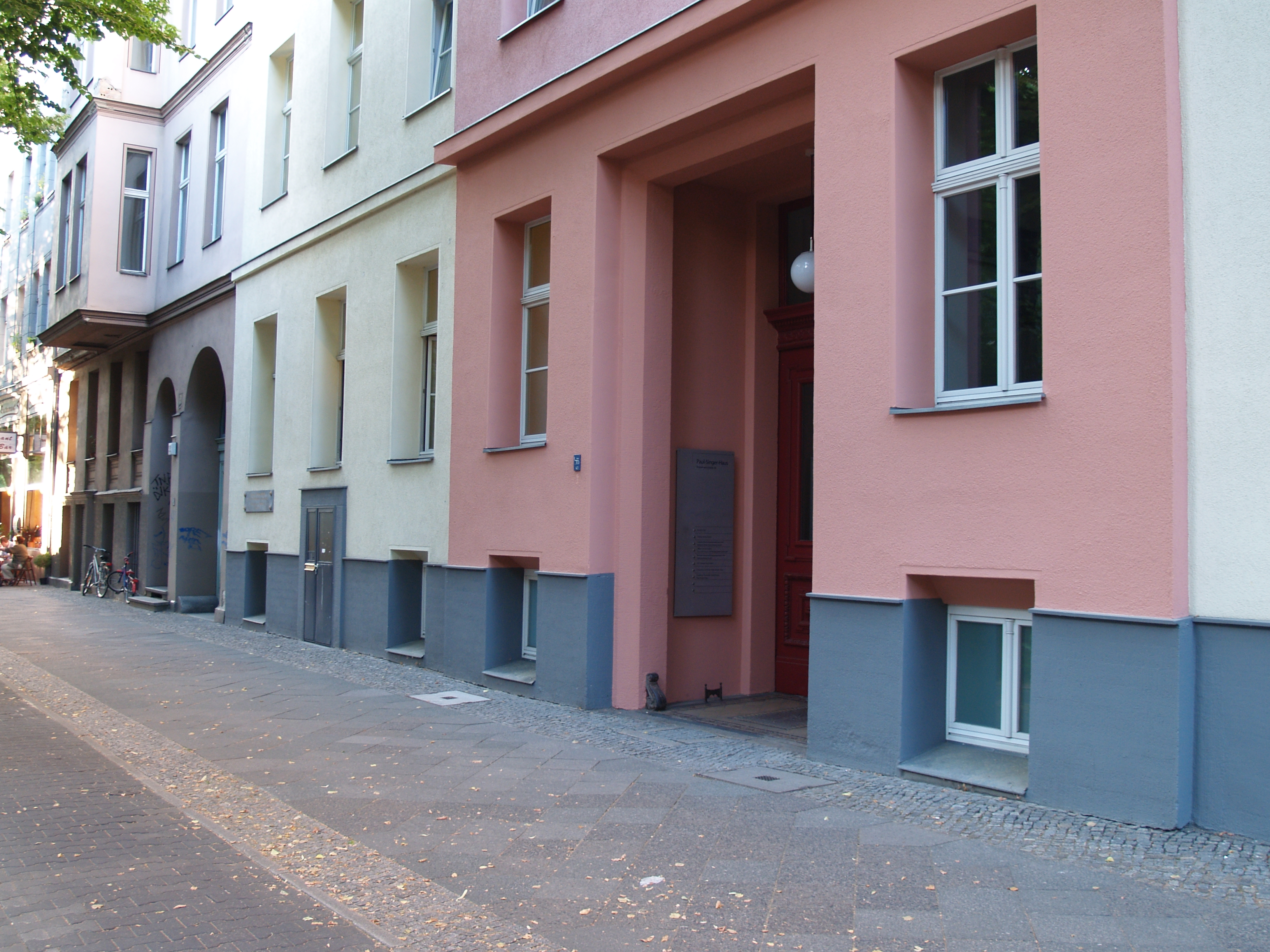
Die Stresemannstraße 30, weiter hinten das Hinweisschild

Die Plamannsche Erziehungsanstalt (auch Lehranstalt, Bildungsanstalt, Knabenschule, Anstalt oder Institut) war ein Knabeninternat in Berlin. Die Anstalt des Pädagogen Johann Ernst Plamann (1771–1834), die 1805 gegründet wurde, war geprägt von den Grundsätzen Johann Heinrich Pestalozzis, verbunden mit eifriger Pflege des Turnens und körperlicher Abhärtung wie sie von Friedrich Ludwig Jahn empfohlen wurde. Es wurde in der Regel bis zur Tertia-Reife des Gymnasiums unterrichtet. 1830 wurde die Anstalt nach 25 Jahren geschlossen, 1838 im leer gewordenen Gebäude die Blindenanstalt untergebracht.

## Lokalität
Das Institut war am südlichen Ende der Berliner Wilhelmstraße 139 (auf deren Westseite) untergebracht. Von den damaligen Gebäuden ist nichts mehr erhalten. Sie lagen auf der Westseite der Wilhelmstraße, südlich des Saales der Herrnhuter Brüdergemeine, nördlich des damaligen Belle-Alliance-Platzes (heute: Mehringplatz). Die Hof- und Gartenseite schloss sich an die Berliner Zollmauer an, nur durch die Anhaltsche Kommunikation von ihr getrennt. Dieser Verbindungsweg wurde nach Abbau dieser Stadtmauer (1867) zusammen mit dem Weg auf der Maueraußenseite zur Königgrätzer Straße. 1878 entstand unter der damaligen Hausnummer 88 ein Wohnhaus auf der Gartenfläche. An der Fassade dieses Hauses brachte man eine Inschrift an, die an die „Bismarcklinde“ im Garten erinnerte. Otto von Bismarck war einer der prominentesten Schüler der Anstalt gewesen. Das Schulhaus war schon im 19. Jahrhundert umgebaut, dann abgerissen worden. Vorher war es noch von Johann August Zeune als Filiale der Blindenanstalt erworben worden. Die Königgrätzer Straße hieß kurzzeitig auch Saarlandstraße, heute wieder Stresemannstraße; der einstige Garten liegt unter deren heutigen Häusern Nummer 30 und 32.
Das 1878 errichtete Gebäude Stresemannstraße 30, nach dem sozialdemokratischen Politiker Paul Singer am 11. September 2008 „Paul-Singer-Haus“ benannt, ist seit 1998 in Besitz der SPD und seit 1999 unter anderem Sitz der Berliner vorwärts Verlagsgesellschaft, des Verlags des Parteiorgans Vorwärts sowie dessen Redaktionssitz, im Hinterhaus ist das Politische Archiv des SPD-Bundesvorstands untergebracht. Die Wilhelmstraße wurde um 1970 vom Mehringplatz weg verschwenkt; die Fläche der einstigen Schulgebäude liegt jetzt unter der Fahrbahn (nördlich des Willy-Brandt-Hauses).

## Geschichte

### Die Gründung im Geist der Befreiungskriege
Eine Änderung der Bildungslandschaft forderte schon August Neidhardt von Gneisenau in seiner Denkschrift von 1803. Allerdings wollte man die neue Methode von Pestalozzi erst in den neu gewonnenen Gebieten Südpreußens versuchsweise zur Anwendung bringen. 1804 gelangte Johann Ernst Plamann in den Genuss staatlicher Förderung mit dem Auftrag, junge Männer bei sich aufzunehmen, um sie zu Lehrern nach den Methoden Pestalozzis auszubilden. Weil Plamann den „Neu-Pestalozzianismus“ nach Niederer vertrat, eskalierte der Streit mit Bernhard Moritz Snethlage, der immer noch die Methode von Johann Friedrich Wilhelm Himly favorisierte. Politisch gesehen stand man den Preußischen Bildungsreformen eines Wilhelm von Humboldt, bei dem das Individuum im Mittelpunkt des Bildungsprozesses stand, ablehnend gegenüber und begrüßte eine von Johann Gottlieb Fichte in seinen Reden an die deutsche Nation geforderte Nationalerziehung. In den ersten Jahren nach der Gründung, vor und in den Befreiungskriegen, herrschte im Institut „ein Geist des frischesten Lebensmutes, der freudigsten Hoffnung, der hingebenden Vaterlandsliebe, der ungeheuchelten Gottesfurcht und Frömmigkeit und des wissenschaftlichen Lerneifers“ so schrieb Karl Friedrich von Klöden, in seinen Jugenderinnerungen. Auf Fichtes Fürsprache hin gelangte auch ein deutschgesonnener Patriot wie Karl Friedrich Friesen zur Anstellung. Zusammen mit seinen patriotischen Kollegen Friedrich Ludwig Jahn und Ernst Wilhelm Bernhard Eiselen, gründete er in jenen Jahren die bürgerlich-patriotische Turnbewegung und machte den Turnunterricht zu einem Hauptbestandteil der Anstalt. Nicht nur der Patriotismus und die Feindschaft gegen die französische Unterdrückung, sondern auch die Verehrung der Ideen des Schweizer Pädagogen Johann Heinrich Pestalozzi waren die Prinzipien der Lehrer der Plamannschen Anstalt. Das Unterrichtsprinzip, die Elementarmethode, sollte den Tätigkeitsdrang der Schüler anregen. Anschauung und Wahrnehmung sollten das mechanische Auswendiglernen und Einpauken ablösen und die Entwicklung zum selbstständigen Denken fördern. Nachdem Plamann auf Snethlages Vorwürfen mit einer Streitschrift reagiert hatte, lud man ihn ins neue Institut ein, um eine öffentliche Disputation abzuhalten. An mehreren Abenden des Jahres 1812 wurden regelrechte Kämpfe um die richtige Erziehungsmethode abgehalten, wobei jedoch der Zusammenhalt der Pestalozzi-Lehrer immer größer wurde. Überliefert wurde dies durch Wilhelm Christian Harnisch. Klöden wurde Mitglied der von Jahn und Krause begründeten Deutschen Gesellschaft für Sprache und Literatur und als Friesen Anfang 1813 nach Breslau ging, um im Lützowschen Freikorps zu kämpfen, erhielt Klöden dessen Stelle als ordentlicher Lehrer für Formenlehre, Geometrie und Mineralogie bei Plamann.

### Die letzten Jahre

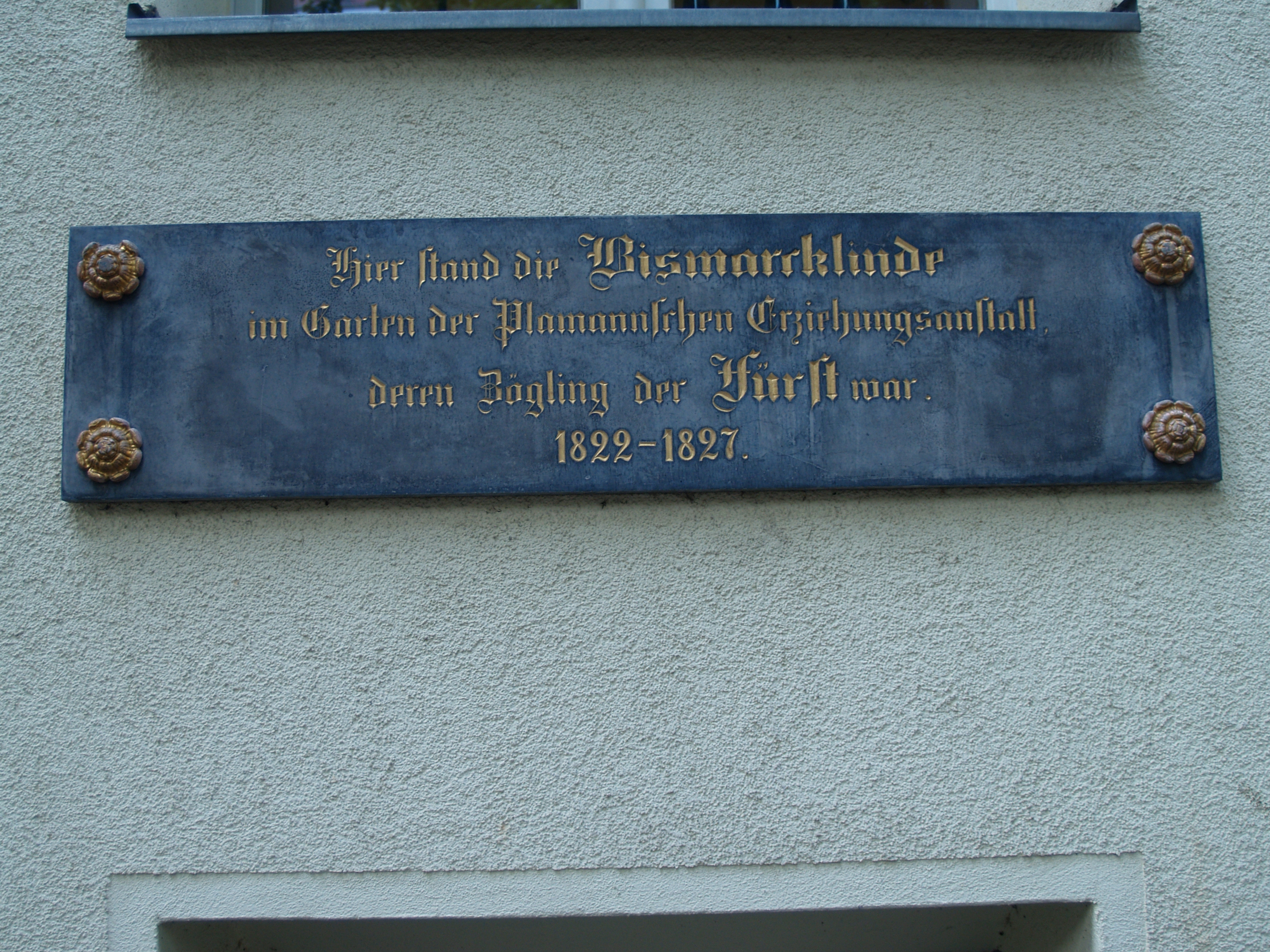
Hinweis auf die Bismarcklinde in der Stresemannstraße 30

Doch die Freudigkeit und das gegenseitige Wohlwollen zwischen Direktor, Lehrer und Schülern, der bestimmende Geist der Gründungsjahre, verblasste nach der Niederlage Napoleons. Der äußere Feind, der als Konsens der nationalen Einigung fungiert hatte, war nicht mehr gegeben. Daher konnte das von Friedrich Ludwig Jahn etablierte Deutschtum nach dem Wiener Kongress und dem darauffolgenden 1. Wartburgfest kaum mehr konsensstiftend wirken. Erschwerend kam noch hinzu, dass der Mörder von August von Kotzebue, Karl Ludwig Sand Turner war und 1818 mit Jahn in Kontakt gestanden hatte. Das machte auch diese harmlose Anstalt, bedingt durch die Karlsbader Beschlüsse, zum Hort der Gesinnungsschnüffelei. Doch vorerst entlud sich das revolutionäre Interesse in einem romantischen Gefühl für die Griechische Revolution. Plamann, von Existenzängsten um die Anstalt geplagt, führte die Auseinandersetzungen zwischen dem bürgerlichen und dem aristokratischen Gedankengut immer unsachlicher. Die guten Erzieher waren bereits gegangen; Jahn war in Festungshaft.
Bismarck
Als Otto von Bismarck im Jahr 1822 eingeschult wurde, war der Spannungsgegensatz nicht mehr zu überbrücken und an die Stelle der Verbundenheit mit und unter den Schülern trat ein rüder Umgangston. Bismarck erinnert sich hierzu: „Dazu hatte ich von der turnerischen Vorschule mit Jahnschen Traditionen [Plamann], in der ich vom sechsten bis zum zwölften Jahre gelebt, deutschnationale Eindrücke mitgebracht. Diese blieben im Studium theoretischer Betrachtungen und waren nicht stark genug, um angeborene preußisch-monarchische Gefühle auszutilgen.“ Auch zog die Verpflichtung zur nationalen Sache in der Zeit der Restauration einen gewissen Adelshass nach sich: „In der nach Pestalozzischen und Jahnschen Grundsätzen eingerichteten Plamannschen Einziehungsanstalt war das ‚von‘ vor meinem Namen ein Nachteil für mein kindliches Behagen im Verkehre mit Mitschülern und Lehrern.“ Diese, dem kindlichen Gemüt abträgliche, feindliche Atmosphäre löste bei Bismarck, wie auch bei vielen Mitschülern, Heimweh nach der spannungsfreien häuslichen Geborgenheit aus:

„Die Plamannsche Anstalt lag so, daß man auf einer Seite ins freie Feld hinaussehen konnte. Am Südwestende der Wilhelmsstraße hörte damals die Stadt auf. Wenn ich aus dem Fenster ein Gespann Ochsen die Ackerfurche ziehen sah, mußte ich immer weinen vor Sehnsucht nach Kniephof.“

Das Institut war zu einer zivilen Kadettenanstalt geworden, verwaltet nach Prinzip: Gelobt sei, was da hart macht! Für die bürgerlichen Kreise, im Zeitalter der Romantik und des beginnenden Bildungsbürgertums, erschien die einseitige Ausrichtung nach Leibesübungen, zu rau. Nicht diese praktizierte Haltung, sondern die immer noch hochgehaltene deutsch-nationale Gesinnung ließ in der Folgezeit immer mehr gutsituierte adlige Gutsbesitzer davor zurückschrecken, ihre Sprösslinge Plamann und den bürgerlichen Kreisen anzuvertrauen. Stattdessen wurden diese wieder zunehmend durch Hauslehrer unterrichtet. Dem verschreckten, unpolitischen Biedermeiertum musste die ganze Anstalt in ihrer Ausrichtung suspekt erscheinen. Die divergierenden Tendenzen innerhalb des Zeitalters der Restauration, des Vormärz und des Biedermeier zerrissen die Institution. Bismarcks weiteres Leben und erfolgreiches Wirken hat jedoch sicherlich viel der kindlichen Erfahrung dieser Spannungssituation zu verdanken. Vieles von seinem „Überzeugungsjunkertum“ dürfte aus dieser Zeit herrühren, als man ihn als Angehörigen eines überkommenen Standes wahrnahm; eine kindliche Trotzhaltung aus der ein lebenslanger Groll gegen Plamanns Erziehungsanstalt gespeist wurde. Robert von Keudell gegenüber gestand er im Juni 1864: „Meine Kindheit hat man mir in der Plamannschen Anstalt verdorben, die mir wie ein Zuchthaus vorkam.“ Kurz nach Bismarcks Abgang markierte das Jahr 1830 mit der Julirevolution und dem Novemberaufstand auch das Ende der Plamannschen Erziehungsanstalt.

## Bedeutende Pädagogen
- Wilhelm Christian Harnisch (1787–1864), Theologe und Pädagoge
- Friedrich Fröbel (1782–1852), Pädagoge
- Friedrich Ludwig Jahn (1778–1852), Pädagoge und Politiker
- Ernst Wilhelm Bernhard Eiselen (1793–1846), Vertreter der Turnbewegung
- Karl Friedrich von Klöden (1786–1856), Pädagoge, Historiker, Geograph, Geologe, Paläontologe
- Johann Ernst Plamann (1771–1834), Reformpädagoge
- Karl Friedrich Friesen (1784–1814), Pädagoge, Freiheitskämpfer
- Jakob Blendermann (1783–1862)

## Bekannte Alumni
- Otto von Bismarck (1815–1898), Politiker, Diplomat, Jurist, Landwirt und erster Reichskanzler des Deutschen Reichs
- Ferdinand von Quast (1807–1877), deutscher Architekt, Kunsthistoriker und seit 1843 erster preußischer Staatskonservator
- Georg Ernst Reimer (1804–1885) – preußischer Abgeordneter und Mitglied der Berliner Stadtverordnetenversammlung
- Maximilian von Schwerin-Putzar (1804–1872) – Parlamentarier und preußischer Staatsminister